# Pokuplje
Pokuplje – kraina geograficzno-historyczna w Chorwacji.

## Geografia

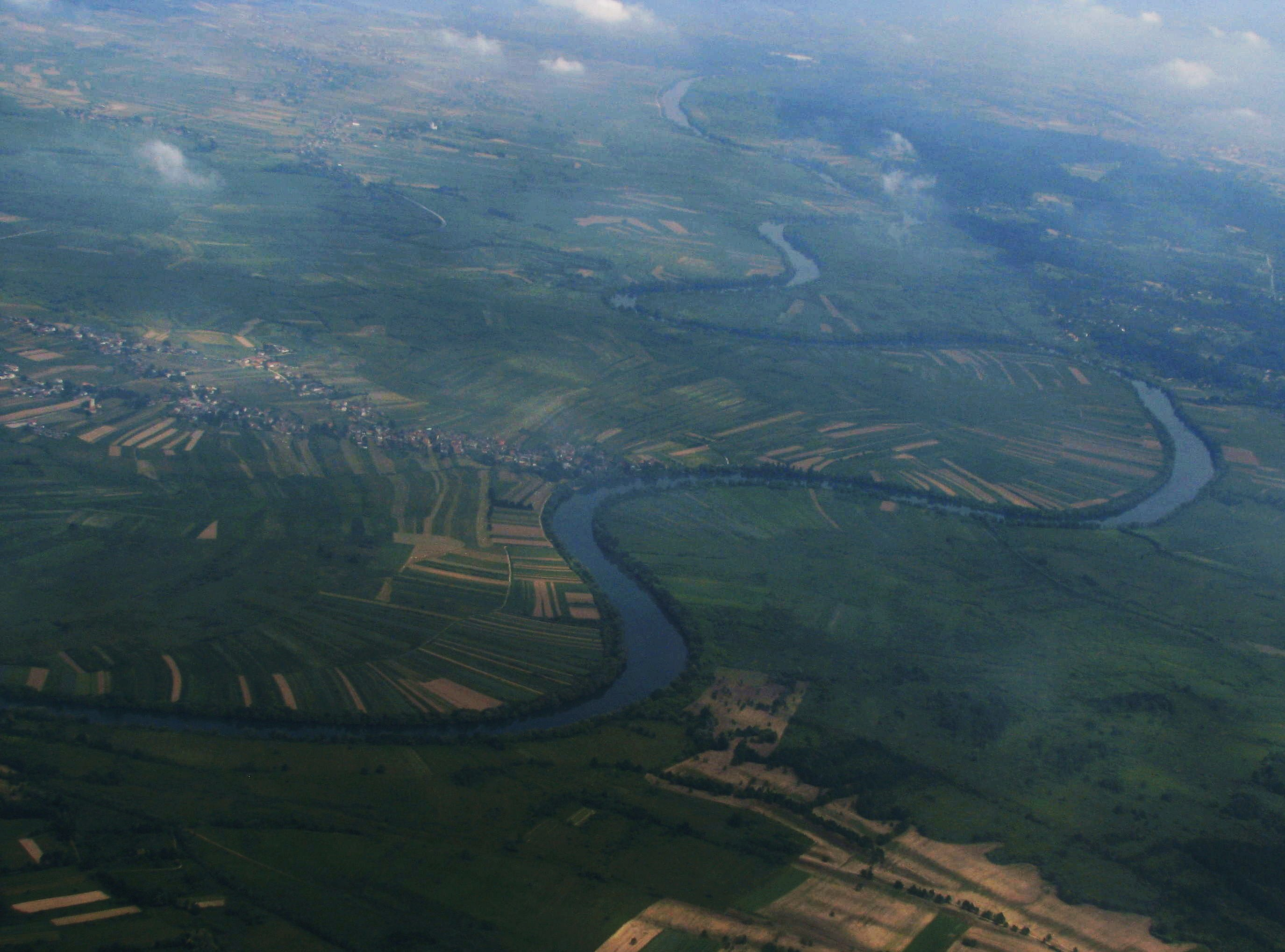
Pokuplje

Jest to obszar nizinny, który rozpościera się wzdłuż dolnego biegu rzeki Kupa, od miasta Ozalj do ujścia do Sawy. Jego wymiary to 70 × 30 km. Od północnego zachodu graniczy ze wzgórzami Žumberačko gorje, od północnego wschodu z obszarem Vukomeričkich goric, a od południowego zachodu z obszarem krasowym Slunja. Niedaleko Ozalja na Kupie zbudowano elektrownie wodne HE Ozalj I i II.
Najludniejszym miastem regionu jest Karlovac. Inne ważniejsze miejscowości to Sisak, Petrinja, Glina i Topusko.
Jest to obszar aktywny sejsmicznie, nawiedzany przez trzęsienia ziemi (m.in. trzęsienie ziemi w Petrinji (2020)).

## Historia

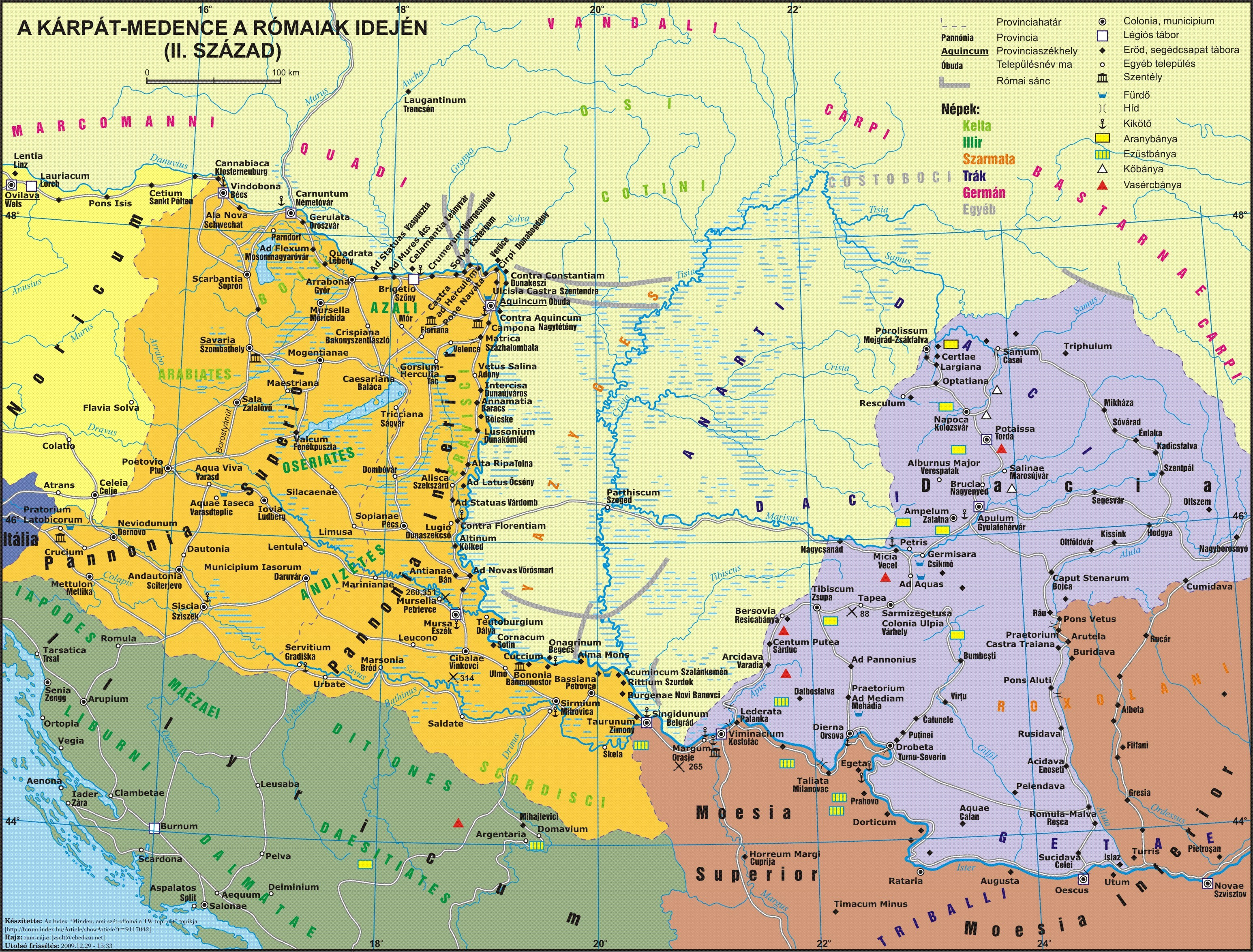
Mapa rzymskich prowincji na terenie Europy Środkowej w II wieku n.e. – obszar Pokuplja wraz z Panonią oznaczony kolorem pomarańczowym

W starożytności Pokuplje było zamieszkiwane przez iliryjskie plemię Kolapiani, a następnie znalazło się w granicach Cesarstwa Rzymskiego. Siscia, dzisiejsze miasto Sisak, była ważnym ośrodkiem miejskim prowincji Panonia. Wiódł tędy główny szlak komunikacyjny, łączący Panonię z okolicami dzisiejszego Senja.
We wczesnym średniowieczu Pokuplje zostało zasiedlone przez plemiona chorwackie. W XIII wieku dzieliło się na żupanie sisacką, goričką i gorską. Powstały ośrodki miejskie i handlowe Ozalj, Dubovac, Steničnjak, Topusko, Hrastovica, Petrinja, Sisak, Ribnica i Gora, których właścicielami były m.in. rodziny Frankapanich i Zrinskich. W miejscu starożytnej osady Quadrata zakon cystersów zbudował swoją warownię Toplica.

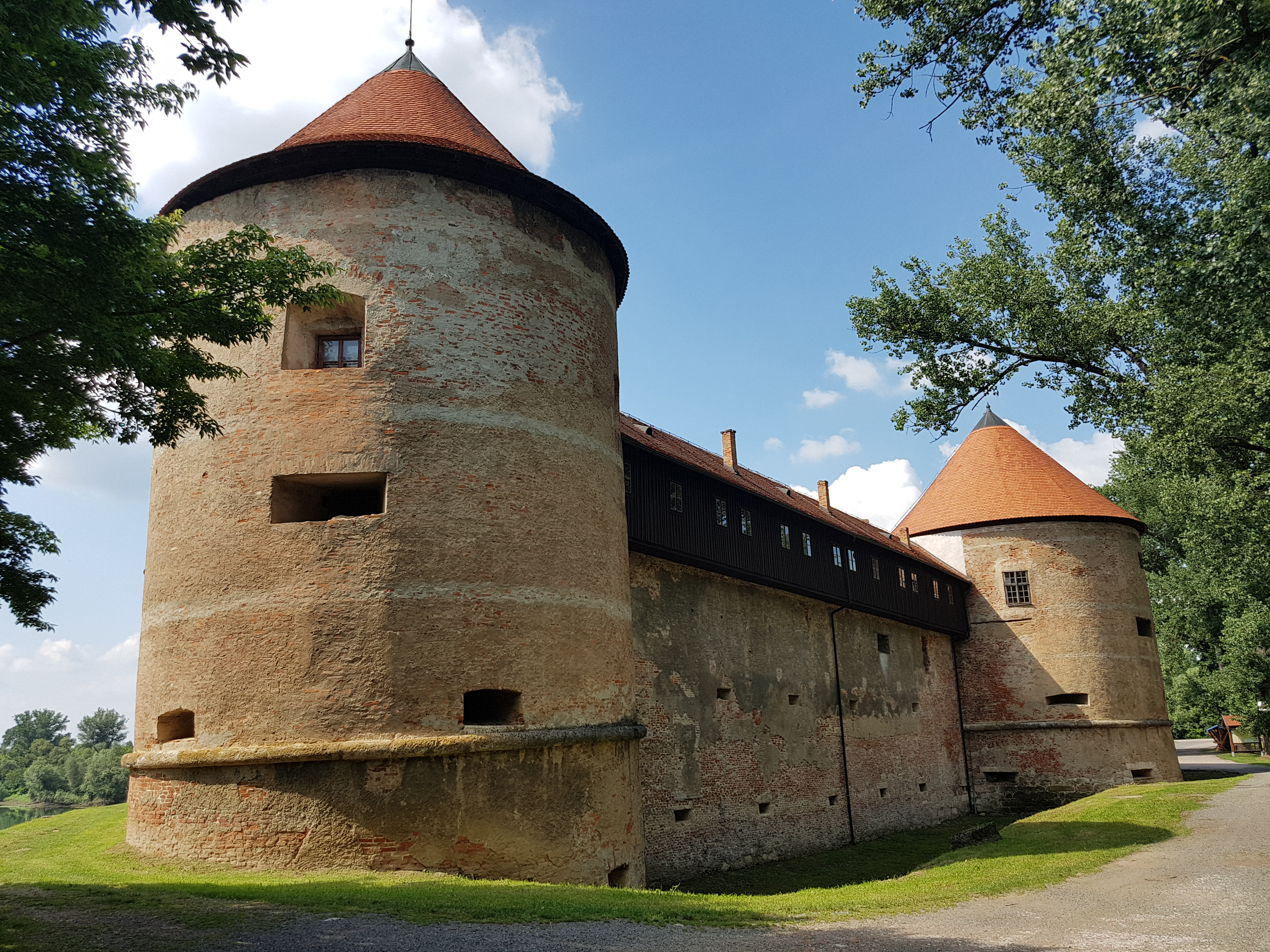
Twierdza w Sisaku

W XVI wieku Pokuplje stało się obiektem najazdów osmańskich. W związku z tym wzniesiono system fortyfikacji, wraz z twierdzami w Sisaku i Karlovacu. Nastąpiła migracja miejscowej ludności, w tym poza Chorwację (m.in. na tereny austriackiego Burgenlandu). W drugiej połowie XVI wieku wzdłuż Kupy utworzono Krajinę pokupską, z której następnie powstała Banovina. W wyniku podpisania traktatu w Karłowicach w 1699 roku obszar pomiędzy Kupą, Uną i Sawą został włączony do Pogranicza Wojskowego. 
Nastąpił również napływ prawosławnej ludności serbskiej. Rozwinęła się żegluga na Kupie pomiędzy Sisakiem a Karlovacem. W XIX wieku Pokuplje przez pewien czas znajdowało się pod panowaniem francuskim (zob. Prowincje Iliryjskie).
W trakcie wojny w Chorwacji w latach 90. XX wieku część Pokuplja znajdowała się pod kontrolą wojsk serbskich. Działania wojenne zakończyły się w 1995 roku, kiedy to całe Pokuplje zostało opanowane przez siły chorwackie.